# Stor-Uttersjön
Stor-Uttersjön är en sjö i Örnsköldsviks kommun i Ångermanland och ingår i Moälvens huvudavrinningsområde. Sjön har en area på 2,86 kvadratkilometer och ligger 281,1 meter över havet. Stor-Uttersjön ligger i Moälven Natura 2000-område. Sjön avvattnas av vattendraget Utterån.

## Delavrinningsområde
Stor-Uttersjön ingår i det delavrinningsområde (707067-160468) som SMHI kallar för Utloppet av Stor-Uttersjön. Medelhöjden är 316 meter över havet och ytan är 31,61 kvadratkilometer. Räknas de 2 avrinningsområdena uppströms in blir den ackumulerade arean 50,57 kvadratkilometer. Utterån som avvattnar avrinningsområdet har biflödesordning 2, vilket innebär att vattnet flödar genom totalt 2 vattendrag innan det når havet efter 76 kilometer. Avrinningsområdet består mestadels av skog (64 procent) och sankmarker (21 procent). Avrinningsområdet har 2,86 kvadratkilometer vattenytor vilket ger det en sjöprocent på 9 procent.